# St. Joseph (Oberkammlach)

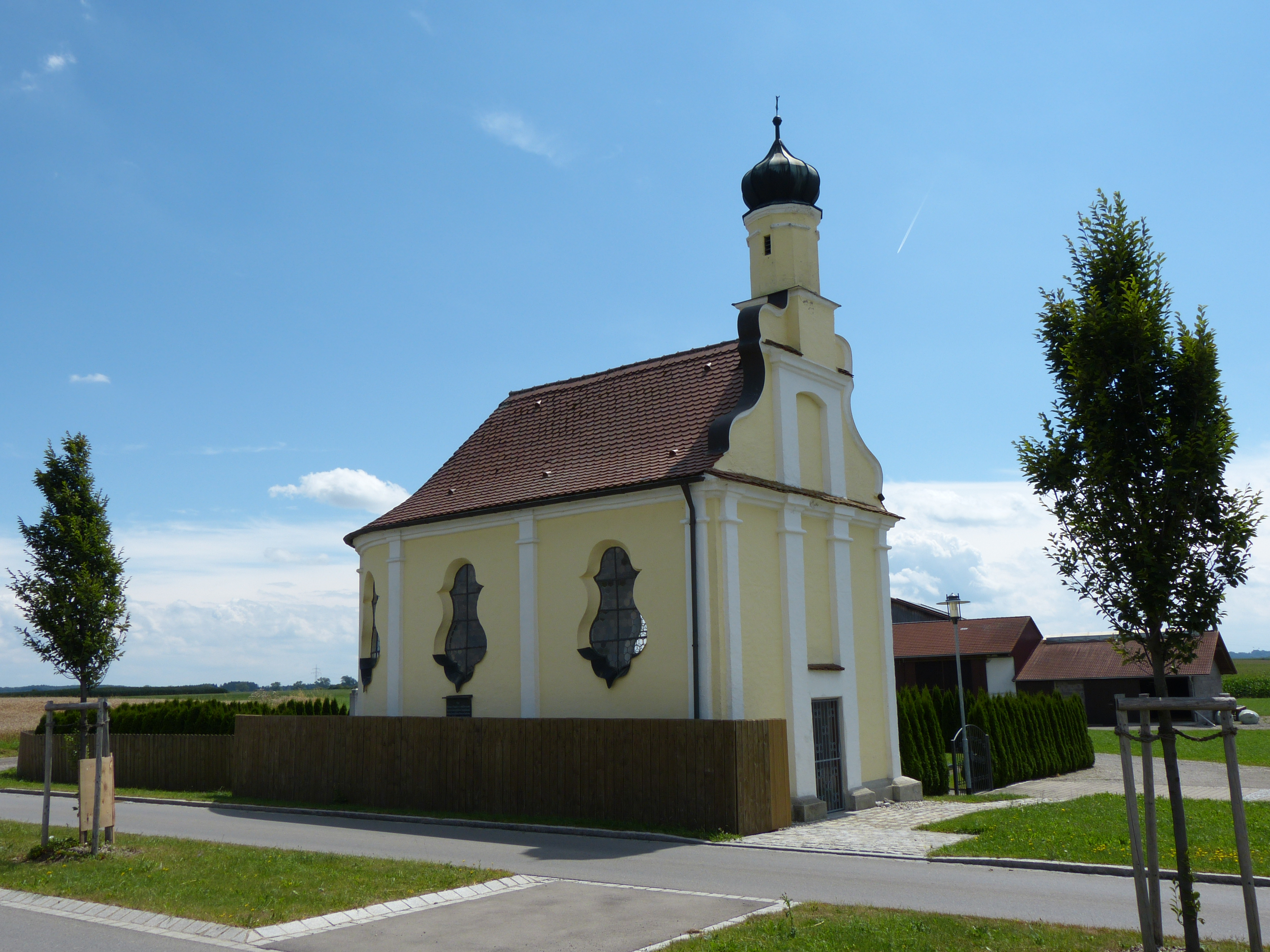
St. Joseph in Oberkammlach

Die römisch-katholische Kapelle St. Joseph befindet sich in Oberkammlach, einem Ortsteil von Kammlach im Landkreis Unterallgäu in Bayern. Die Kapelle steht unter Denkmalschutz.

## Beschreibung
Die Kapelle wurde in der Mitte des 18. Jahrhunderts als flachgedeckter Bau mit halbrundem Schluss errichtet. Der Westgiebel der Kapelle trägt einen Dachreiter. Die Kapelle ist innen wie außen durch Pilaster gegliedert. Das Deckenbild im Langhaus stellt den hl. Joseph dar und wurde 1886 von Norbert Simon geschaffen. Vermutlich aus dem 18. Jahrhundert stammen die gemalten Stuckaturen.

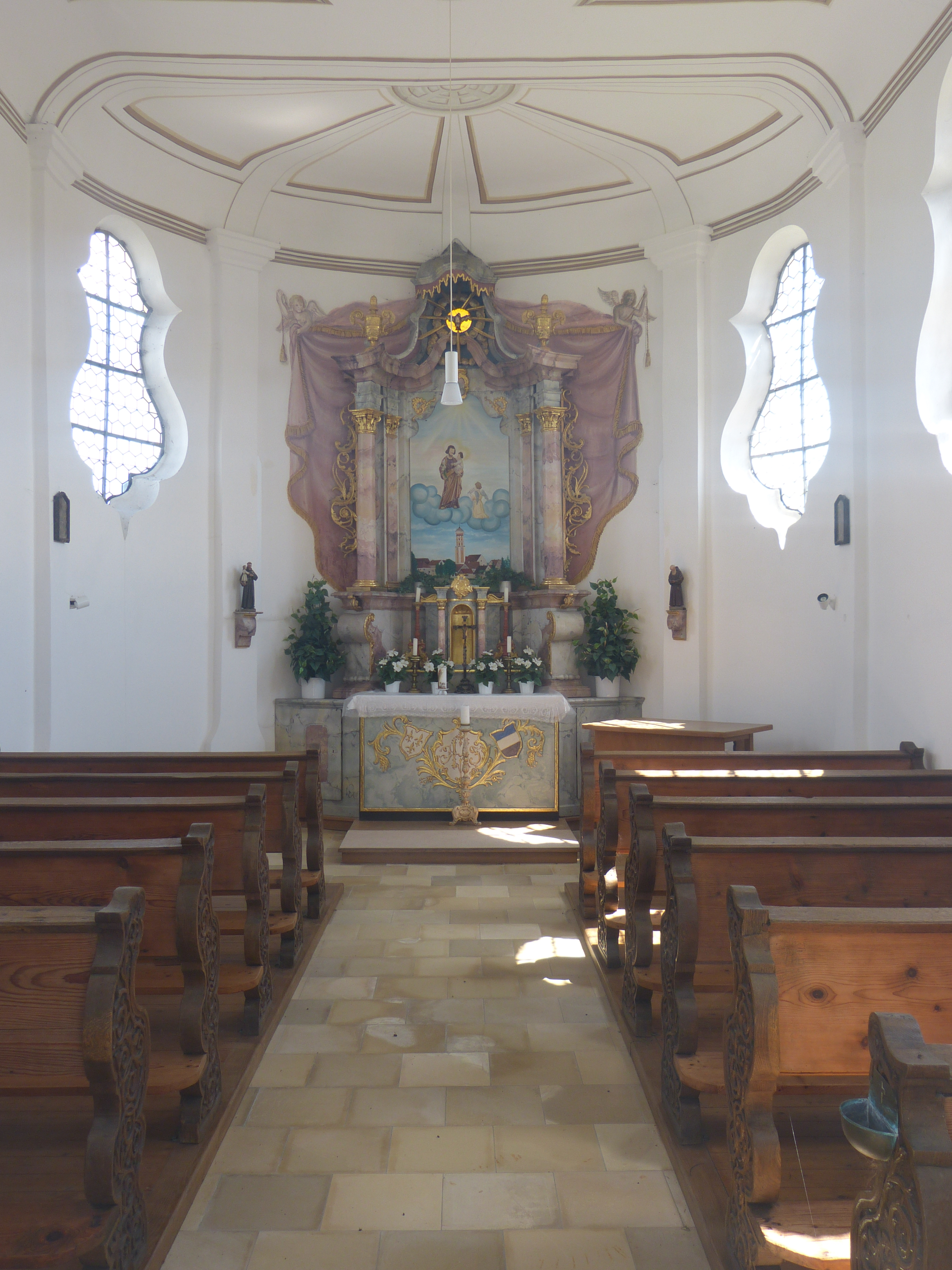
Innenansicht der Kapelle
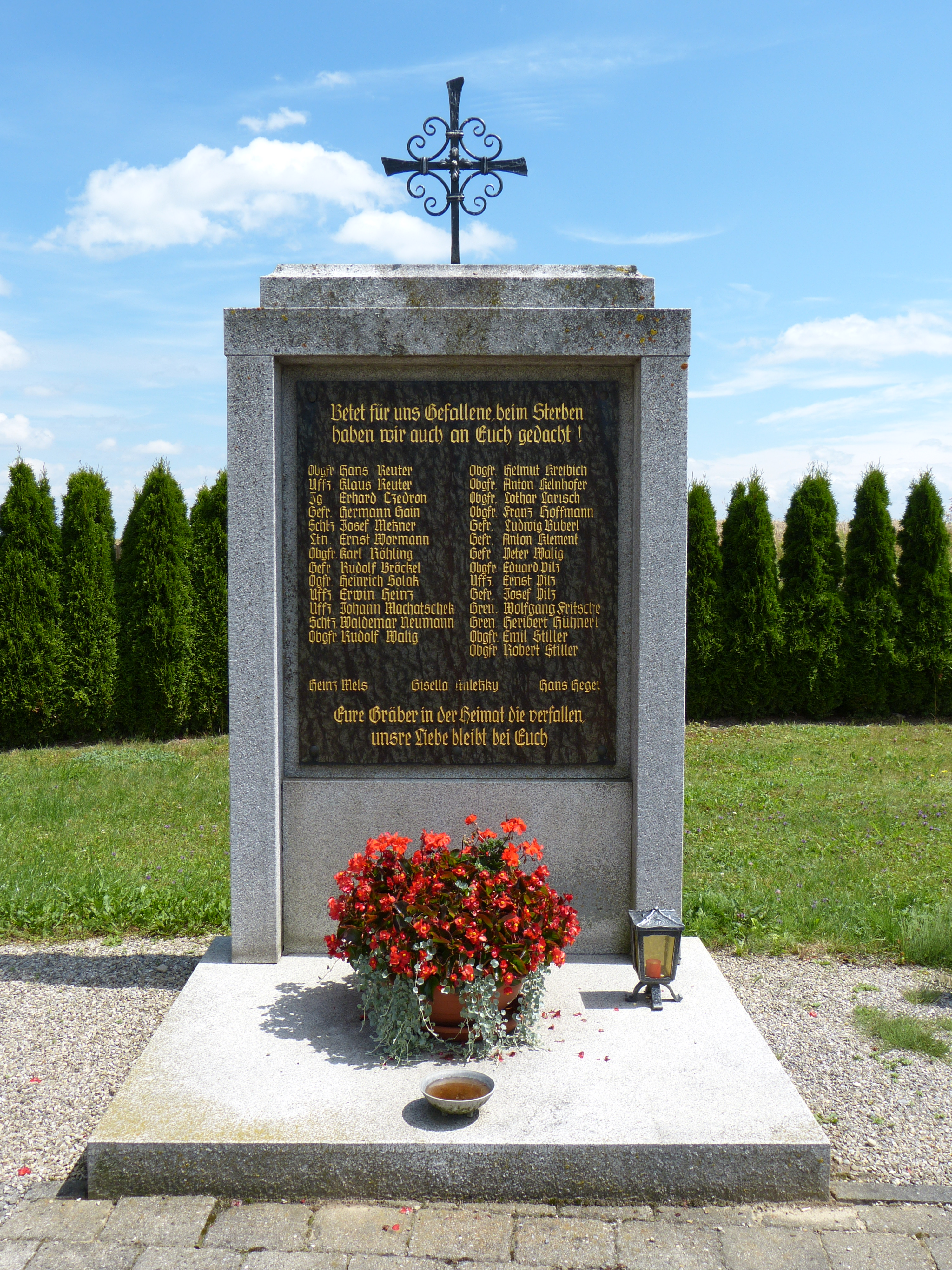
Kriegerdenkmal auf dem Friedhof

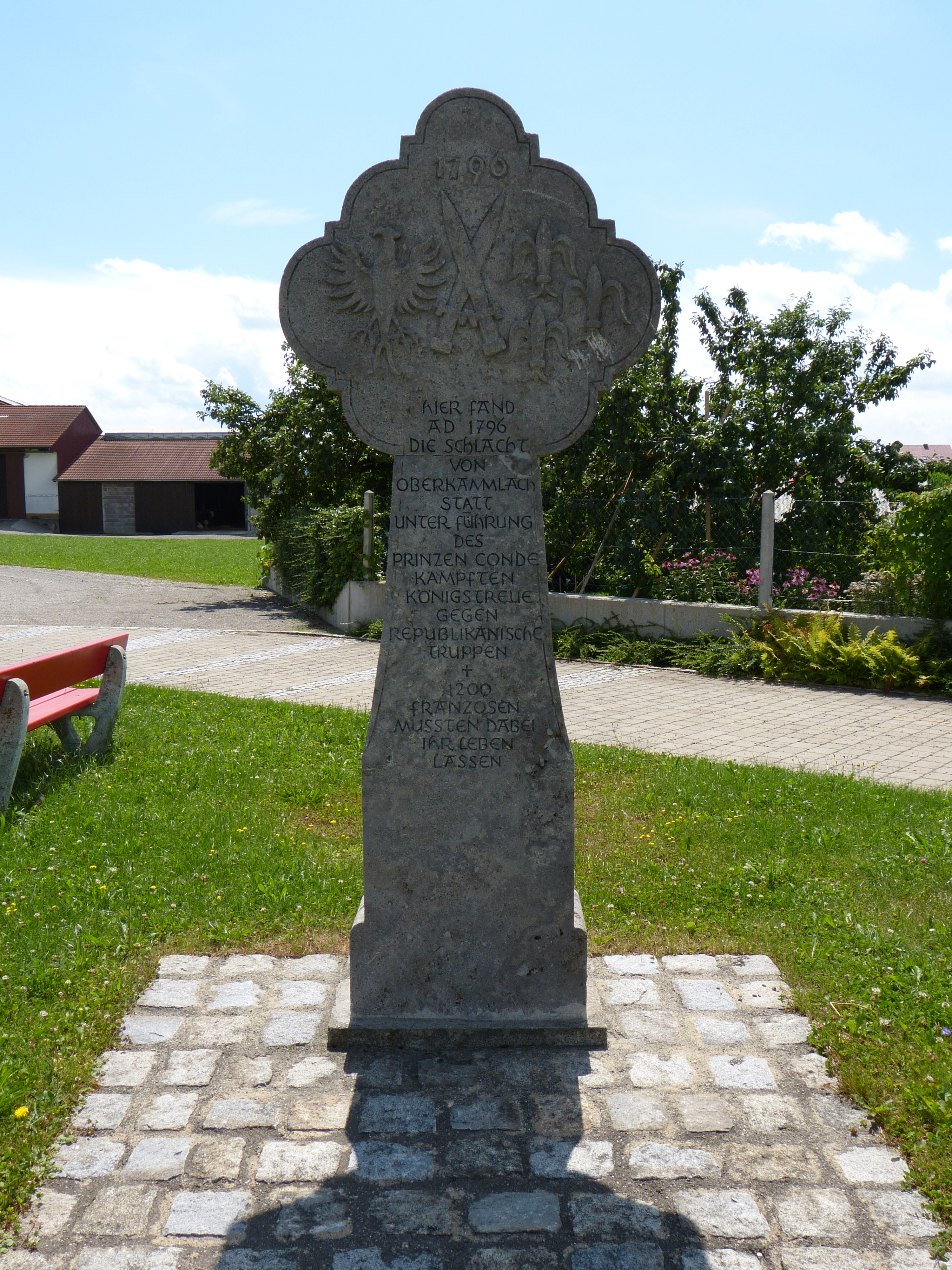
Gedenkstein für die Schlacht von 1796

## Schlacht von 1796
An der Kapelle befindet sich ein Gedenkstein mit einer Hinweistafel auf die Schlacht vom 13. August 1796, die an dieser Stelle stattfand. An diesem Tag trafen die Truppen der Französischen Republik und des französischen Prinzen Condé aufeinander. In die Auseinandersetzung waren rund 42.000 Mann verwickelt. Davon ließen über 1200 während der Schlacht ihr Leben, darunter die Feldmarschälle Maria Jos. Marquis Deprasse, Claude Marie du Chilleau, ebenso die Generäle Marquis de Goulet und Claude P. Jos. Phil. Pellarin.